# ふくい健康の森
ふくい健康の森（ふくいけんこうのもり）は、福井県福井市にあるスポーツ施設。けんこうスポーツセンター（1995年9月設置）、温水プール（1997年11月設置）、健康スポーツ公園（1995年6月設置）からなる。このほか同一の敷地内に県民健康センター（健診施設）と生きがい交流センター（温泉施設）がある。

## 施設
- けんこうスポーツセンター
  - トレーニングジム[1]
  - エアロビクススタジオ[1]
- 温水プール
  - 25メートルプール[1]
  - 流水プール[1]
  - ウォータースライダー[1]
- 健康スポーツ公園
  - 多目的運動広場[1]
  - テニスコート[1]
  - ゲートボール場[1]
  - 400メートルトラック[1]
  - 中央広場[1]

## アクセス
- 北陸新幹線・ハピラインふくい線・えちぜん鉄道勝山永平寺線 福井駅から、京福バス
  - 73系統 清水グリーンライン線（Cネット福井行き）「Cネット福井」下車、約1 - 1.5 km。7時台1本のみ。
  - 72・74・79系統 清水グリーンライン線（上以外の行先、9時頃以降毎時2本）「清水プラント3」で下車。福井交通乗合タクシー清水山線（1日4本）へ乗り換えて「中央広場」・「ふくい健康の森」・「テニスコート場」下車、あるいは一般タクシー乗り場があり、福井県道265号ふくい健康の森線経由約2.5 - 3 km。
- E8 北陸自動車道 鯖江ICから約12 km。

## 廃止施設
敷地内には1995年に完成したマイドーム清水があったが、2019年度末で閉館となり、民間譲渡されることになった。